# Palásti csata
A palásti csata (szlovákul Bitka pri Plášťovciach) 1552. augusztus 10. és augusztus 11. között lezajlott ütközet a keresztények és törökök között Palást mellett, amely ma Szlovákiában található (szlovák neve Plášťovce). A budai pasa megsemmisítő vereséget mért a keresztényekre, s győzelmével a török uralmat megerősítette az Ipoly alsó folyásának vidékén.

## Előzmények
I. Szulejmán 1552 tavaszán Kara Ahmed másodvezírt nevezte ki szeraszkernek (főparancsnok) egy Magyarország elleni újabb hadjáratra melynek célja a hódoltság kiszélesítése. Tulajdonképpen meg akarták szüntetni az Erdély és a Királyi Magyarország határát, ezzel is elejét véve az erdélyiek és magyarok országegyesítési törekvéseinek.

Míg Ahmed csak nyáron nyomult be magyar területre, addig a budai Hadim Ali már a tavaszi áradások végeztével megkezdte a hadműveleteket északon 8000 fős (más források szerint 12 000 fős) seregével. Elfoglalta Veszprémet, majd Drégely ellen támadt, aminek kis őrsége jelentős ellenállást fejtett ki és Szondy György vezérletével az utolsó leheletükig harcoltak.

## A keresztény erők készülődése

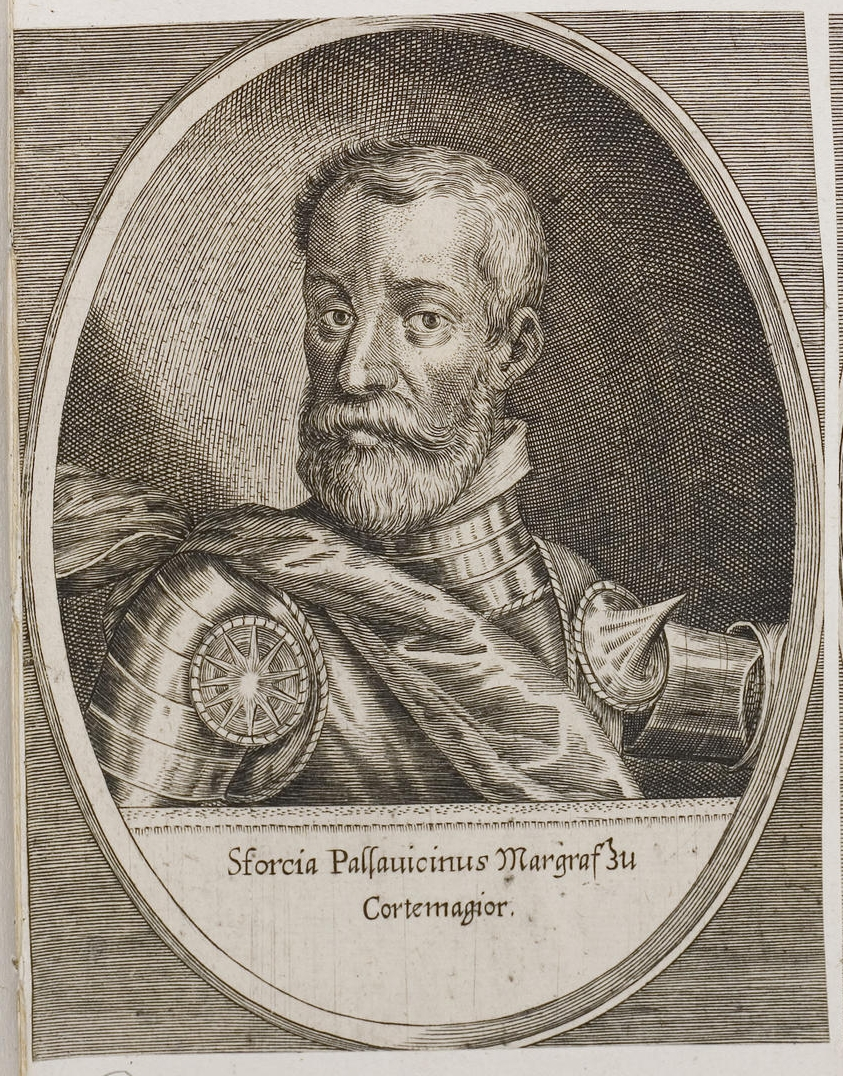
Sforza Pallavicini

A támadásra most kivételesen az osztrák hadvezetés gyorsan reagált. I. Ferdinánd utasítására kb. 3000 fős sereggel (részben spanyolokkal) a Felvidék déli részére küldték Erasmus von Teufelt (akit a magyarok Ördög Rézmánnak vagy Ördög Mátyásnak hívtak). A sereghez csatlakoztak Sforza Pallavicini vezette itáliai zsoldosok, ezek részben a pápa közreműködésével toboroztattak. Dietrich von Marcelel vezérletével 3000 német gyalogos érkezett, felerészt pikások, felerészt muskétások. A sereg Egeg (szlovákul Hokovce) településéig menetelt, s ott vert tábort, ahol 800 cseh és morva gyalogos, valamint 800 hajdú csatlakozott von Teufelhez. Időközben megjöttek a korponai, zólyomi és lévai várak katonái is, akik magyar és szlovák nemzetiségű katonákból tevődtek össze. Füleknél tíz vármegyéből összevont sereg várakozott. A teljes haderő nagyjából 10 ezer katonát számlálhatott. A keresztény sereg nagy része nem rendelkezett kellő harci tapasztalatokkal és hiányzott a tüzérsége is, javarésze  még képzetlen, s gyengén felszerelt volt, a törökök ellen harcban nem vettek még részt. 
Von Teufel még egy darabig várt a zólyomi vár ágyúira (Bozókig értek 500 lovas kíséretében), ugyanis azt tervezte, hogy visszafoglalja Drégelyt.
Mikor elindultak Hádim már értesült szándékukról, ezért meg akarta akadályozni, hogy a keresztény sereg végrehajtsa tervét és visszafoglalja Drégelyt, s a többi várat.

## A csata
A csapatok augusztus 10-én érkeztek Palásthoz, ahol találkoztak a felderítésre kiküldött 1000 válogatott szpáhival. A hátvédek leverték az elővédet, de rövidesen a sereg előőrse Arszlán bég vezetésével rajtaütött a keresztény táboron, amit azoknak sikerült visszaverniük. Ekkor von Teufel megpróbált ellentámadást indítani nagy létszámú lovasságával, de véres és igen egyenetlen harc bontakozott ki. Az olasz muskétásokat egy völgybe beszorította a török sereg, de a magyar lovasságnak sikerült kiszabadítania őket.
Ali ekkor még nem vett részt az ütközetben, így a túlerőben levő keresztény sereg elleni harcot jórészt Arszlán bég vezette. A véres összecsapások során mindkét fél tisztikara nagy veszteségeket szenvedett. Az osztrák főparancsnok csak ekkor eszmélt rá, hogy Arszlán voltaképp csak meggyengíteni és lekötni akarta csapatait, míg Ali be nem ér a teljes sereggel és úgy csapást mérni rá. Ekkor nyomban elrendelte a visszavonulást – hogy rendezhesse sorait –, mire megérkezett a többi oszmán egység is, s a környező dombokon felállított 14 fős üteg lőni kezdte a gyalogságot. A keresztények egy ideig tartották állásaikat, de amikor az aszabok támadásba lendültek, inkább visszavonultak. A német és osztrák lovasságnak közben sikerült visszaszorítani a törököket, s a csata másnapra tevődött át.
Augusztus 11-én vívták a döntő ütközetet. Eddigre a keresztények harci kedve jelentősen lelohadt, s az oszmánok erőfölénye egyre jobban megmutatkozott. A harc közben a keresztények puskapor készletének egy része felrobbant, ami tönkretett néhány ágyút, viszont a magyarok egy része pánikba esett, valószínűleg azt hitték, hogy odalett a teljes lőpor-készletük. Az idegen erők helyükön maradtak, de a zavarban nem bírtak ellenállni az ellenség támadásának és ők is megfutamodtak. A seregből egyedül csak az olaszok álltak ellen legtovább a törököknek, de Pallavicinit elfogták. A csatában Thury György (későbbi lévai várkapitány)  is részt vett, és jelentős része volt az olasz csapatok megmentésében.
Fontos megjegyezni, hogy Pallavicini és az olaszok már nem először bizonyították rátermettségüket. 1542-ben Buda ostromakor Pallavicini és a keresztény sereg olasz katonái voltak szinte az egyedüliek, akik vitézül küzdöttek a törökök ellen. Ferdinánd ennek tapasztalatában szívesen tartott itáliai katonaságot Magyarországon és nevezett ki olasz parancsnokokat.

## A veszteségek
A csata után több ezer keresztény feküdt holtan a csatatéren, további négyezret fogságba ejtettek. A főparancsnok, von Teufel is fogságba került, akit elhurcoltak. Állítólag I. Szulejmán utasítására elrendelték kivégzését. A csatában esett el Sbardelatti Ágoston (Dudics János) váci püspök.

## A következmények
A győztes palásti csatával a töröknek sikerült megszilárdítani jelenlétét az Alsó-Ipoly mentén, ahol megalakították a Szécsényi szandzsákot.
A területet a törökök már 1551-ben egyszer végigpusztították, s most is felégették az akindzsik, rengeteg foglyot ejtve és több települést elpusztítva.
A bányavárosok lakosságán pánik lett úrrá, s a városi vezetők igyekeztek a védelmüket megszervezni, de nem kaptak támogatást a többi felvidéki vármegyétől. Sem Ferdinánd, sem a többi főúr nem tett semmit érdekükben, legfeljebb megígérték megsegítésüket.
A legtöbb végvár ellenállás nélkül került török kézbe, s Ali pasa minden gond nélkül egyesülhetett Kara Ahmed pasa szerdár seregével (tévesen több helyen nagyvezírként tüntetik fel Kara Ahmed pasát, aki azonban ekkor még csak a másodvezír titulust viselte és ennek az 1552-es hadjáratnak a szerdárja volt - a nagyvezíri ranggal ekkor még Rüsztem pasa rendelkezett), akik Eger ostromába fogtak bele.
A palásti vereség sok szempontból hasonlított egy 15 évvel korábban vívott török-elleni csatára, a diakovári ütközetre. A törökök itt is megsemmisítettek egy jóval nagyobb hadat, amely szintén felkészületlen és gyengén felszerelt volt.
Az 1552. évi hadjáratkor csak két említésre méltó mezei ütközet van, a palásti és a Maros menti (a temesszentandrási csata), ahol az ostromlott Temesvár megsegítését próbálták megtenni szegedi hajdúk, itt is súlyos vereséggel.

## A csata emléke

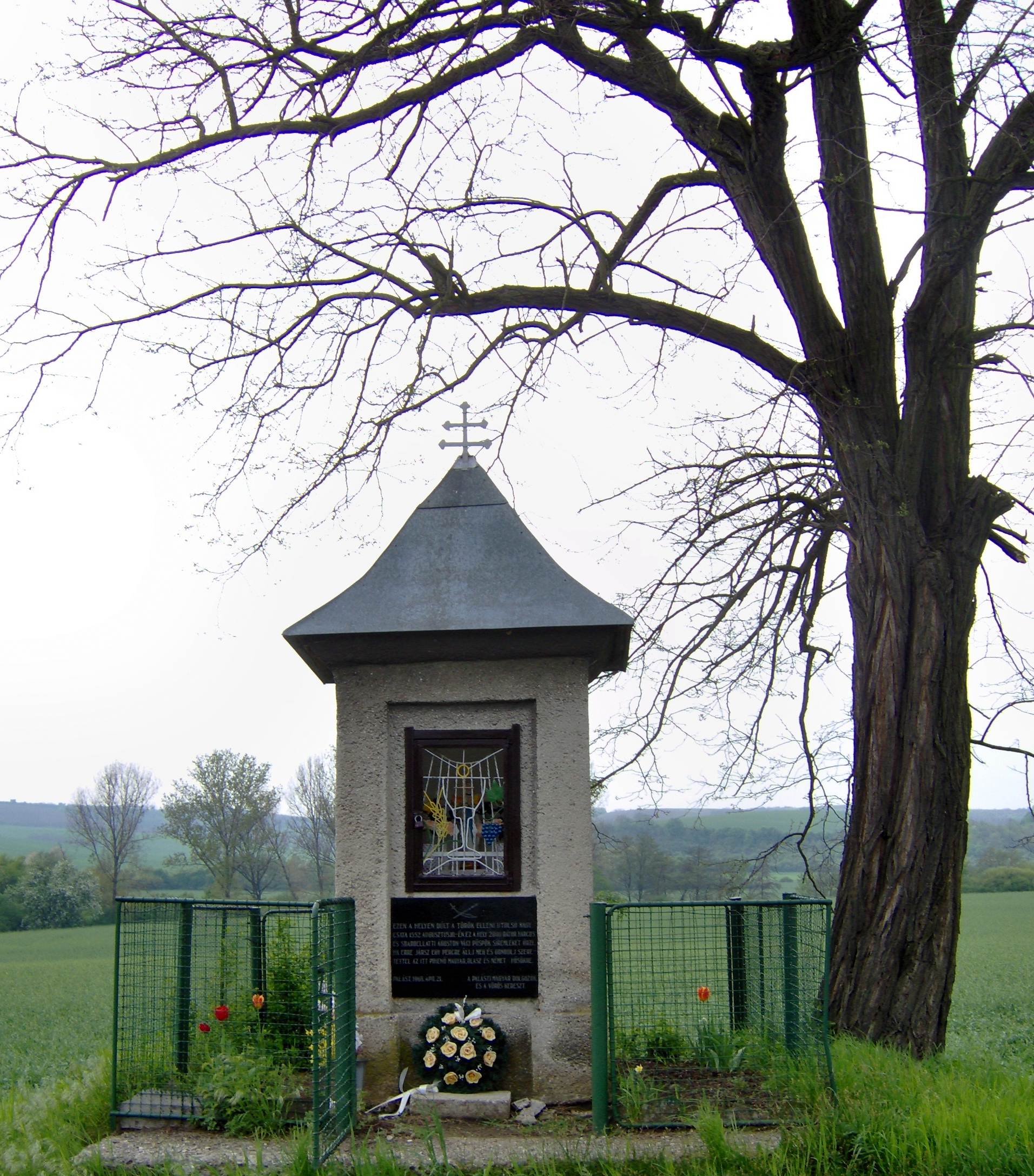
Török-kápolna a csata helyén

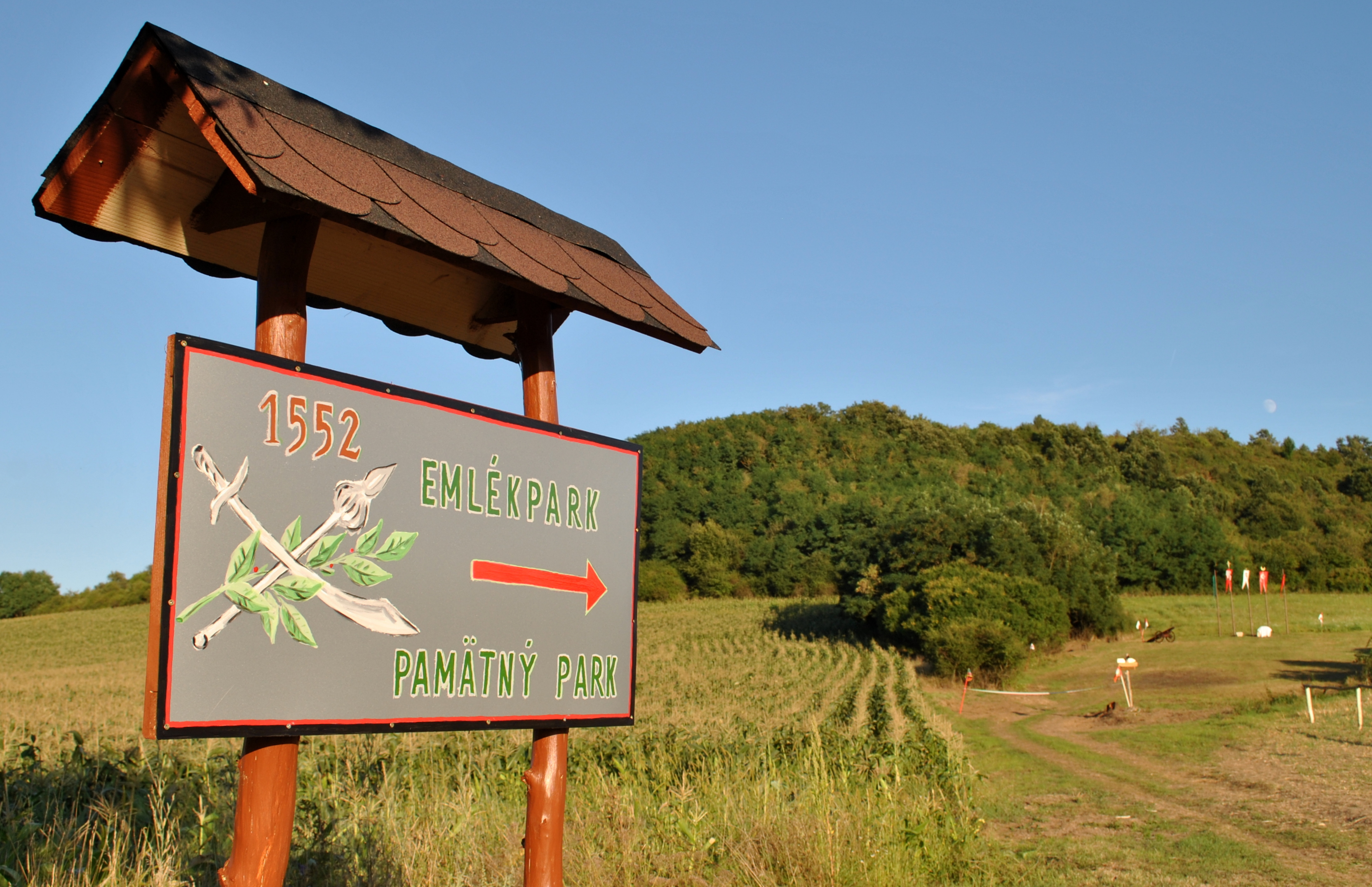
Az 1552-es emlékpark bejárata

A csatának nemcsak a történeti irodalomban van nyoma, de Tinódi Lantos Sebestyén révén a szépirodalomba is bekerült Ördög Mátyás veszödelme címmel. Tinódi Lantos Sebestyén műveinek gyűjteményes kiadása 1554-ben jelent meg Kolozsvárott, Cronica címmel. Az ütközet egyik pontján pedig egy emléktáblával jelölt képoszlop áll (Török-kápolna).
A  település melletti emlékkápolnán látható a csatában elesett a magyarok élelmezését biztosító Sbardelatti Ágoston (Dudics János) váci püspök (aki csatában elesett utolsó magyar főpapok egyike volt) emléktáblája.
Jókai Mór is megemlíti a "palásthi csatát" A magyar nemzet története regényes rajzokban c. művében.
A  csata színhelyén kápolna áll, emléktáblával. 2016-ban 1552-es emlékparkot hoztak létre a csatában elhunyt hősök tiszteletére. 